# Vicia crocea
Vicia crocea är en ärtväxtart som först beskrevs av René Louiche Desfontaines, och fick sitt nu gällande namn av Karl Fritsch. Vicia crocea ingår i släktet vickrar, och familjen ärtväxter. Inga underarter finns listade i Catalogue of Life.